# Fanges des sources de l'Aisne
Fanges des sources de l'Aisne este o arie protejată (arie specială de conservare — SAC, sit de importanță comunitară — SCI, arie de protecție specială avifaunistică — SPA) din Belgia întinsă pe o suprafață de 600,14 ha, integral pe uscat.

## Localizare
Centrul sitului Fanges des sources de l'Aisne este situat la coordonatele 50°14′32″N 5°41′35″E / 50.24222°N 5.693077°E.

## Înființare
Situl Fanges des sources de l'Aisne a fost declarat arie de protecție specială avifaunistică în aprilie 2016 pentru a proteja 12 specii de animale. Alte tipuri de protecție:
- sit de importanță comunitară (în octombrie 2002)
- arie specială de conservare (în aprilie 2016)[1][3][4]

## Biodiversitate
Situată în ecoregiunea continentală, aria protejată conține 14 habitate naturale: Ape stătătoare oligotrofe până la mezotrofe, cu vegetație de Littorelletea uniflorae și/sau de Isoëto-Nanojuncetea, Lacuri și iazuri distrofice naturale, Cursuri de apă de la nivel de câmpie la nivel montan, cu vegetație Ranunculion fluitantis și Callitricho-Batrachion, Pajiști umede nord-atlantice cu Erica tetralix, Pajiști uscate europene, Formațiuni ierboase bogate în specii de Nardus, dezvoltate pe substraturi silicioase în zone montane (și în zone submontane, în Europa continentală), Pajiști cu Molinia pe soluri calcaroase, turboase sau argilos-nămoloase (Molinion caeruleae), Mlaștini oligotrofe degradate, capabile încă de regenerare naturală, Mlaștini turboase de tranziție și turbării mișcătoare, Păduri de fag Luzulo-Fagetum, Păduri de stejar sau de stejar și carpen sub-atlantice și medio-europene de Carpinion betuli, Păduri acidofile de stejar bătrân cu Quercus robur pe câmpii nisipoase, Mlaștini împădurite, Păduri aluvionare cu Alnus glutinosa și Fraxinus excelsior (Alno-Padion, Alnion incanae, Salicion albae).
La baza desemnării sitului se află mai multe specii protejate:
- păsări (7): minunița (Aegolius funereus), rață pitică (Anas crecca), erete vânăt (Circus cyaneus), ciocănitoare neagră (Dryocopus martius), becațină comună (Gallinago gallinago), sfrâncioc roșiatic (Lanius collurio), sfrâncioc mare (Lanius excubitor)
- mamifere (1): liliac comun (Myotis myotis)
- nevertebrate (2): libelule (Leucorrhinia pectoralis), Lycaena helle
- pești (2): zglăvoacă (Cottus gobio), cicar (Lampetra planeri)

Pe lângă speciile protejate, pe teritoriul sitului au mai fost identificate 21 de specii de plante, 3 specii de amfibieni, 3 specii de mamifere, 3 specii de nevertebrate.